# Arubianus
Arubianus oder Arubinus war ein keltischer Gott, der nur durch Inschriften aus der römischen Provinz Noricum bekannt ist.
Der Name wurde als Keltisch für „Pflüger“ oder „Gott des gepflügten Feldes“ interpretiert. Mitunter wurde er auch für den Lokalgott der römisch-keltischen Siedlung bzw. Festung Arubium/Arrubium (Măcin, Rumänien) gehalten, wobei seine Anhänger seinen Kult auch in andere Gebiete verbreitet haben müssten. Nach neuerer Auffassung gehen der Name des Gottes und Ortsnamen wie Ar(r)ubium (in Moesia), Verubium/Verubius (in Britannien und Italien) sowie Volksnamen wie Arubii (in Gallia Lugdunensis) auf eine gemeinsame etymologische Wurzel zurück, aber der in Noricum (oft zusammen mit Bedaius und Celeia) verehrte Iuppiter optimus maximus Arubianus sei wohl nicht als Lokalgott des moesischen Arubium aufzufassen. Der Name Arubianus sei vielmehr als „der bei der Spitze angesiedelte Gott“ zu verstehen.
In römischer Zeit wurde Arubianus mit dem Gott Jupiter identifiziert, so dass es sich vielleicht um einen Himmelsgott oder Göttervater handelte. Andererseits galt Jupiter auch als Schutzgott der römischen Siedlungen, so dass die Gleichsetzung auch auf eine Lokalgottheit zutreffen kann.

## Inschriften
- CIL 3, 05185 = Ubi Erat Lupa Nr. 4897 = De Bernardo Stempel/Hainzmann, Fasc. 2, Nr. CF-Nor-015[4]
- CIL 3, 05532 = Ubi Erat Lupa Nr. 9101 = De Bernardo Stempel/Hainzmann, Fasc. 2, Nr. CF-Nor-078
- CIL 3, 05443a = Ubi Erat Lupa Nr. 6114 = De Bernardo Stempel/Hainzmann, Fasc. 2, Nr. CF-Nor-053
- CIL 3, 05575 = Ubi Erat Lupa Nr. 6716 = De Bernardo Stempel/Hainzmann, Fasc. 2, Nr. CF-Nor-075
- CIL 3, 05580 = Ubi Erat Lupa Nr. 6713 = De Bernardo Stempel/Hainzmann, Fasc. 2, Nr. CF-Nor-074